# Squash en los Juegos Panamericanos

Squash

La prueba de Squash fue admitida en los Juegos Panamericanos desde la duodécima edición que se celebró en Mar del Plata en Argentina en 1995.Teniendo continuidad ininterrumpida hasta los JJPP de Lima 2019. El país con mejor actuación historia en el continente es Canadá con un total de 43 medallas.

## Eventos
Los siguientes eventos son los realizados en la prueba de squash, según la sede son los eventos realizados.
| - Masculino - Femenino | - Masculino - Femenino - Mixtos - Masculino - Femenino |

## Medallero Histórico
Actualizado Lima 2019
| Núm. | País                 | Oro | Plata | Bronce | Total |
| ---- | -------------------- | --- | ----- | ------ | ----- |
| 1    | Canadá (CAN)         | 13  | 14    | 16     | 43    |
| 2    | Estados Unidos (USA) | 11  | 9     | 9      | 29    |
| 3    | México (MEX)         | 5   | 3     | 17     | 25    |
| 4    | Colombia (COL)       | 5   | 4     | 10     | 19    |
| 5    | Perú (PER)           | 1   | 1     | 2      | 4     |
| 6    | Brasil (BRA)         | 0   | 2     | 7      | 9     |
| 7    | Argentina (ARG)      | 0   | 2     | 6      | 8     |
| 8    | Guyana (GUY)         | 0   | 0     | 1      | 1     |
| 8    | Paraguay (PAR)       | 0   | 0     | 1      | 1     |
| 8    | Chile (CHI)          | 0   | 0     | 1      | 1     |